# Кузнецова Елеонора Орестівна
Елеонора Орестівна Кузнецова (Дворнікова) (нар. 1.08.1938 р. м. Одеса) — херсонська лікарка і письменниця, волонтерка.

## Життєпис
Народилася 1 серпня 1938 р. в Одесі в родині студентів-медиків, проте вважає себе корінною херсонкою, оскільки все свідоме життя прожила в Херсоні, місцеве коріння мала і її родина. Мати — санітарна лікарка Литвиненко Олександра Парфентіївна, батько — Дворніков Орест Васильович — лікар-рентгенолог. Перші роки дитинства (війна, евакуація, післявоєнні роки) провела в сім'ї бабусі Ксенії Яківни Дворнікової і хрещеної мами Лілії Василівни, поки батьки були в армії.
Навчалася у середній жіночій школі № 17 м. Херсона, потім у Кіровоградському медичному училищі, яке закінчила у 1958 р., отримавши диплом з відзнакою. У 1965 р. здобула вищу професійну освіту в Одеському медичному інституті (педіатричний факультет).
Працювала з дітьми: дільничою педіатром, у пологовому будинку, в інфекційній лікарні і останні 20 років завідувала дитячим відділенням міського протитуберкульозного диспансера, звідки пішла на пенсію. З місць роботи залишала малюнки з дитячих казок. Після виходу на пенсію працювала лікаркою у Центрі освіти молоді. За сумлінну багаторічну працю була нагороджена грамотами, відзнаками.

## Краєзнавчо-культурна та громадська діяльність

### Волонтерство та благодійність
Кузнецова займається активною громадською діяльністю. Взяла участь у соціальних проектах (наприклад, "Діалог поколінь, «Жива історія», започатковані Центром молодіжних ініціатив «Тотем»), волонтерстві (в тому числі, допомагала учасникам АТО, отримала подяку від Ольги Богомолець), шефській роботі з учнями (бесіди, екскурсії, заняття у ЗНЗ № 56, Школі Гуманітарної Праці, Будинку дитячої та юнацької творчості — постійна член журі поетичної майстерні та ін.).
Кілька років опікувалася самотніми людьми, дітьми-сиротами, збирала речі для дитячих будинків (від храмів Св. Миколая, Св. Олександри та ін.), відгукуючись на потреби громади. 

### Літературно-краєзнавчі дослідження
Кузнецова — непрофесійна літераторка, проте з юнацьких років почала писати вірші, дарувала їх близьким, друзям. З часом перейшла до прозових творів.
Співпереживання та доброзичливість до своїх героїв, майже документальність зображених подій, глибоко зворушують.
Унікальним є видання Кузнецової «Малая энциклопедия большой семьи», ґрунтовне генеалогічне дослідження власного роду. Книга цікава і в історико-культурному плані, адже в ній зображено соціально-побутове тло XIX — ХХ століть Херсона. Це своєрідний краєзнавчий літопис, показаний через призму родинного портрету.
Книга «Доктор Орест», написана на вшанування пам'яті батька Ореста Васильовича Дворнікова — лікаря-гуманіста, колишнього в'язня концтаборів, що рятував людей, лікуючи у Бухенвальді. На основі цієї книги учні Школи Гуманітарної Праці створили документальний фільм «Український Гіппократ із Бухенвальда», що зайняв 1-е місце на Міжнародному дитячому кінематографічному фестивалі «Дитятко» в Харкові. Нагородою для переможців стала подорож на майстер-клас документальних фільмів в м. Познань (Польща).
Кузнецова цікавиться історією краю, подіями культури та мистецтва, відвідує міські заходи та мистецькі гуртки (Херсонське міське літературне товариство «Дніпрова хвиля»), є учасницею жіночого клубу «Вогник» , виступає. Окрім «живих свідчень» про минуле Херсонщини, створила власну серію книжок на основі подорожей за кордоном. Побувавши в різних країнах, описала їх у книгах «Дней далеких отраженье», «Ветка оливы» та ін.
Своїми спогадами неодноразово ділилася у телепередачах міського телебачення, стала героїнею телепередачі «Люди і долі», надрукувала книгу з історії та сучасності України — «Украина в серце моем». Її поезії часто звучать на обласному радіо.

## Збірки творів
- Доктор Орест (2002)
- Из любви и беды соткала я ковер (2007).
- Я сердце на ладонь тебе кладу (2007).
- Малая энциклопедия большой семьи (2008).
- Дорога к истине (2011).
- Листая прошлого страницы (2011).
- Ветка оливы (2012).
- «Я звертаюсь до вас…» [2013][9].
- Твоей судьбы простое полотно… (2014).
- Дней далеких отраженье (2015)
- Украина в сердце моем (2016).
- Калейдоскоп судеб (2018).